# سونيت 76
السونيت 76 هي واحدة من السوناتات الـ 154 التي كتبها الكاتب والشاعر الإنجليزي وليام شكسبير.

## تفسير
تواصل هذه السوناتة موضوع سونيت 38 (قبل 38 سونيتًا)، حيث يُتوقع أن الجدال الجميل للشاب سيقوده لاختراع لا نهائي. السوناتات 76 و38 تشترك في أربع كلمات رئيسية:"invention, sweet, write and argument.".
تبدأ هذه السوناتة بالسؤال عن سبب افتقار الشاعر لأشكال جديدة، ولماذا لا ينظر الشاعر حوله إلى قصائد الآخرين ويلتقط بعضًا من أحدث الموضات، ولماذا يرتدي شعره دائمًا أسلوبًا مألوفًا. إن إشارة القصيدة إلى كتابات الآخرين تتوقع تسلسل «الشاعر المنافس» (السوناتات من 78 إلى 86)، والذي ينظر بشكل أكثر صراحة إلى الشعراء الآخرين. تجيب القصيدة على أسئلتها بالإشارة إلى أن أفضل أعماله مستوحاة من الإخلاص لموضوع القصائد.
يبدو أن السوناتة تشوه سمعة نفسها بصدق حول افتقار الشاعر للتنوع، وعدم دمج أحدث الموضات، ولكن في نفس الوقت هناك شعور بأن الوضع الذي يمحو نفسه لا يبدو صحيحًا. بدلاً من ذلك، هناك صفة تأكيدية ضمنية: أنه عندما يقارن الشاعر نفسه بالآخرين في الرباعية الأولى، يبدو أنهم مجرد أتباع للموضة، و (في الرباعية الثانية) أن طريقته في الكتابة هي طريقة للكاتب، لتحقيق أسلوب متميز. هناك أيضًا تأكيد ضمني في المجموعة أن الشاعر يحتاج إلى الإخلاص لموضوعه من أجل الوصول إلى أسلوب مناسب، بدلاً من التقييم المتقلب للموضة المتغيرة باستمرار.
أصبحت قيم الشاعر، بما في ذلك الإخلاص لموضوعه، هي الموضوع المهيمن بنهاية السوناتة، والتي اقترحت مجازًا من خلال تطور معنى كلمة الحب. يتم استخدامه أولاً (السطر 9) للإشارة إلى الشاب («الحب الجميل»)، ثم في السطر التالي يتم تغيير المعنى، والحب هو الشيء الذي يوازي الشاب («أنت والحب»). ثم في السطر الأخير يكون التغيير كاملاً بحيث يحدد الحب الشاعر («هكذا لا يزال حبي يخبر ما قيل»). تدعو صورة الشمس المشرقة والمغيبة (السطر 13) إلى الافتراض الأولي بأنها ستشير إلى الشاب على أنه الشمس، لكن هذا الافتراض ينحرف عن مساره عندما يشير السطر الأخير إلى أن الشمس هي استعارة لحب الشاعر كما تم التعبير عنه في البيت.

## قراءات إضافية
الطبعة الأولى؛
- شكسبير, وليم (1609). Shake-speares Sonnets: Never Before Imprinted [سونيتات شيكسبير: لم تُطبع من قبل] (بالإنجليزية). لندن: Thomas Thorpe. Retrieved 2020-04-15.
- شكسبير, وليم (1905). Lee, Sidney (ed.). Shakespeares Sonnets: Being a reproduction in facsimile of the first edition [سونيتات شيكسبير: نسخة طبق الأصل من الطبعة الأولى] (بالإنجليزية). أكسفورد: دار نشر جامعة أكسفورد. OCLC:458829162. Retrieved 2020-04-15.

طبعات مختلفة؛
- شكسبير, وليم (1916). Alden, Raymond Macdonald (ed.). The Sonnets of Shakespeare [سونيتات شيكسبير] (بالإنجليزية). بوسطن: Houghton Mifflin Company. OCLC:234756. Retrieved 2020-04-15.
- شكسبير، وليم (1944). Rollins، Hyder Edward (المحرر). A New Variorum Edition of Shakespeare: The Sonnets [2 Volumes] [طبعة فاريورم الجديدة من سونيتات شيكسبير [مجلدان]]. فيلادلفيا: ليبينكوت  [لغات أخرى]‏. OCLC:6028485.{{استشهاد بكتاب}}:  صيانة الاستشهاد: علامات ترقيم زائدة (link)

الطبعات النقدية الحديثة؛
- شكسبير، وليم (2007). Atkins، Carl D. (المحرر). Shakespeare's Sonnets: With Three Hundred Years of Commentary [سونيتات شيكسبير: مع ثلاثة قرون من التعليقات]. ماديسون: Fairleigh Dickinson University Press. ISBN:978-0-8386-4163-7. OCLC:86090499.
- شكسبير، وليم (2000) [الطبعة الأولى 1977]. Booth، Stephen (المحرر). Shakespeare's Sonnets [سونيتات شيكسبير] (ط. منقحة). نيو هافن: Yale Nota Bene. ISBN:0-300-01959-9. OCLC:2968040.
- شكسبير، وليم (2002). Burrow، Colin (المحرر). The Complete Sonnets and Poems [السونيتات والقصائد الكاملة]. The Oxford Shakespeare. أكسفورد: دار نشر جامعة أكسفورد. ISBN:978-0192819338. OCLC:48532938.
- شكسبير، وليم (2010) [الطبعة الأولى 1997]. Duncan-Jones، Katherine (المحرر). Shakespeare's Sonnets [سونيتات شيكسبير]. The Arden Shakespeare, السلسلة الثالثة (ط. منقحة). لندن: دار بلومزبري. ISBN:978-1-4080-1797-5. OCLC:755065951.
- شكسبير، وليم (1996). Evans، G. Blakemore (المحرر). The Sonnets [سونيتات شيكسبير]. The New Cambridge Shakespeare. كامبريدج: مطبعة جامعة كامبريدج. ISBN:978-0521294034. OCLC:32272082.
- شكسبير، وليم (1995) [الطبعة الأولى 1986]. Kerrigan، John (المحرر). The Sonnets ; and, A Lover's Complaint [سونيتات شيكسبير؛ و، شكوى عاشق]. New Penguin Shakespeare (ط. منقحة). دار بنجوين للنشر. ISBN:0-14-070732-8. OCLC:15018446.
- شكسبير، وليم (2006). Mowat، Barbara A.؛ Werstine، Paul (المحررون). Shakespeare's Sonnets & Poems [سونيتات وقصائد شيكسبير]. مكتبة فولجر الشكسبيرية. نيويورك: Washington Square Press. ISBN:978-0743273282. OCLC:64594469.
- شكسبير، وليم (2001). Orgel، Stephen (المحرر). The Sonnets [سونيتات شيكسبير]. The Pelican Shakespeare (ط. منقحة). نيويورك: دار بنجوين للنشر. ISBN:978-0140714531. OCLC:46683809.
- شكسبير، وليم (1997). Vendler، Helen (المحرر). The Art of Shakespeare's Sonnets [فن سونيتات شيكسبير]. كامبريدج، ماساتشوستس: دار نشر جامعة هارفارد. ISBN:0-674-63712-7. OCLC:36806589.